# Liste der Kulturdenkmäler in Vollmersbach
In der Liste der Kulturdenkmäler in Vollmersbach sind alle Kulturdenkmäler der rheinland-pfälzischen Ortsgemeinde Vollmersbach aufgeführt. Grundlage ist die Denkmalliste des Landes Rheinland-Pfalz (Stand: 12. Juni 2023).

## Einzeldenkmäler
| Bezeichnung | Lage              | Baujahr | Beschreibung                                            | Bild |
| ----------- | ----------------- | ------- | ------------------------------------------------------- | ---- |
| Wohnhaus    | Flurstraße 5 Lage | 1925    | Fertighaus; kubischer holzverschalter Walmdachbau, 1925 | BW   |